# یواس‌اس پلسکی (۱۸۵۴)
یواس‌اس پلسکی (۱۸۵۴) (به انگلیسی: USS Pulaski (1854)) یک کشتی بود که طول آن ۱۸۱ فوت (۵۵ متر) بود. این کشتی در سال ۱۸۵۴ ساخته شد.